# One International Place
One International Place je mrakodrap v Bostonu. Stojí v ulici Oliver Street. Má 46 podlaží a výšku 183 metrů, je tak 5. nejvyšší mrakodrap ve městě. Byl dokončen v roce 1987 podle projektu firmy Johnson/Burgee Architects. V budově se nachází převážně kancelářské prostory, které obsluhuje celkem 21 výtahů.